# 杰克·道格拉斯
約翰·帕特里克·道格拉斯（英語：John Patrick Douglass，1988年6月30日—），又稱jacksfilms，是一名美國YouTuber，以模仿電視購物節目、自製短劇和推出“你的文法爛透了”系列而聞名。道格拉斯在2010年7月9日和視頻遊戲設計科的學生克莉絲汀·克萊辛格（Kristen Klessig）交往。他們同居將近一年，直到2011年1月之前克莉絲汀搬回到馬里蘭。道格拉斯之後去美國大學就讀，在那裡他獲得了一個製作短片及影集的學位。

## 傑克的影集
道格拉斯在2006年6月26日創建了他的的YouTube頻道，名叫Jacksfilms（傑克的影集）。他上傳的第一部影片是在推銷一個自己會動的筆（當然是假的）。在影片中道格拉斯家族成員都有露臉。他後來在2009年1月22日又推出了很經典的影集“What the Fxxk blanket”（搞啥鬼毯子，此影集是在把購物廣告重新配音，弄得很智障。）（Snuggie模仿秀截至2012年7月3日，影片總觀看人數已超過1980萬且有超過35萬5千位的訂閱者。）
道格拉斯在它的搞笑影片中表現的格外傑出，通常是在模仿賈伯斯介紹蘋果的產品和電視購物節目 ，而他的“你的文法爛透了”系列則是把每一次大家在Youtube或Facebook發表意見和留言時，一些錯誤文法例如拼音或標點符號錯誤的留言存起來製造笑點。他最受歡迎的一部作品裡頭包括尚恩·克里茲尼爾〔Sean Klitzner〕和托比·泰納〔Toby Turner〕都有演出的影片獲得了一百萬個影片觀看次數。道格拉斯稱呼他的粉絲為“Biches”，也就是“Bitches”（混帳）的簡寫，這一個詞第一次出現時是在第一集的“你的文法爛透了”裡面。他最成功的影片，無論是模仿，音樂錄影帶，或是原創影集；都非常不幸的被簡略成了一個新系列叫做“PMS”。

## 其他頻道
道格拉斯也有其他三個頻道，分別是Jackisanerd（傑克是書呆子，此為網誌頻道。）, featuredfridays和SHUTUPDENNIS（閉嘴丹尼斯!）。截至2012年7月2日止，Jacksisanerd頻道已獲得超過230萬影片瀏覽數和超過43,000訂閱者。

## 合作夥伴
道格拉斯從馬里蘭搬遷洛杉磯之後，就更有機會和其他的Youtube使用者合作，而且還可以擴大他的觀眾群。其中成功的合作包括他和托比·泰納〔Toby Turner〕和尚恩·克里茲尼爾〔Sean Klitzner〕的三重奏被稱作“鬢角船員”。道格拉斯還和洛杉磯的YouTube合作夥伴奧佳麗·卡拉薇瓦〔Olga Karavaeva〕一起拍攝影片，她通常被作奧佳麗·凱〔Olga Kay〕，他還與謝恩·道森〔Shane Dawson〕合作;更頻繁地與文森特·席爾〔Vincent Cyr〕和斯特凡·李〔Stefan Li 〕等等拍攝。他也同時擔任湯瑪斯·瑞吉威爾所繪製的動畫系列，“asdf小電影”第四集的特別來賓幫忙配音，在2011年9月26日他上傳了一部影片叫做“脫掉你的衣服〔就像史嘉莉·喬韓森〕”，影片中包括了Youtube的巨星托比·泰納（Toby Turner）、尚恩·克里茲尼爾（Sean Klitzner）、泰·桑迪（Tay Zonday）和傑森·霍頓（Jason Horton）。

## 事件
在2012年6月，道格拉斯參觀了E3展宣傳GREE。隔月，他在Vidcon2012（2012影音網聚）上主辦了“你的文法爛透了”實況，他也和托比·特納（Toby Turner）和尚恩·克利茨勒（Sean Klitzner）在台上演唱他們的知名歌曲“鬢角之歌”。